# Music hall

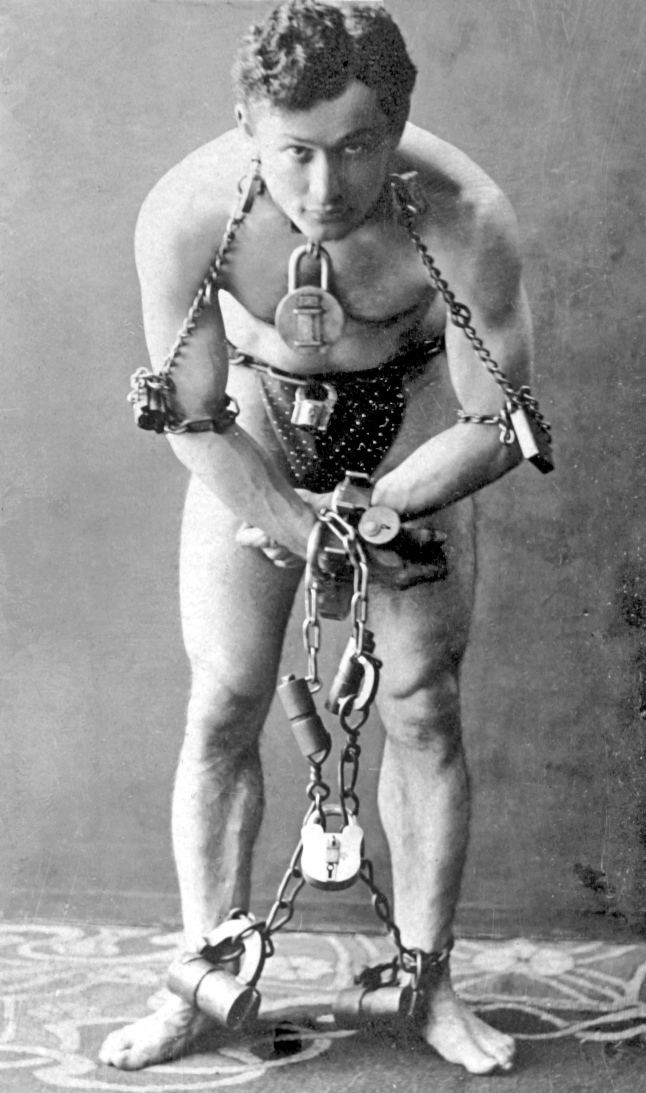
Houdini também se apresentou em music halls.

Music hall é uma forma de entretenimento teatral de origem britânica, muito popular entre 1850 e 1960, e definido como uma mescla de música popular, comédia e participações especiais. O termo também está associado aos teatros onde ocorriam as apresentações, assim como à música comum nesses espetáculos. O music hall britânico é similar ao teatro de revista do Brasil e de Portugal, ou ao vaudeville dos Estados Unidos, embora o termo "vaudeville", no Reino Unido, compreenda outras variedades de entretenimento, do gênero mais conhecido como burlesco.
O primeiro estabelecimento destinado a apresentações do gênero music hall foi o Canterbury Hall, na cidade de Lambeth, inaugurado em 17 de maio de 1852, no que ficou conhecida como "a data mais importante de toda a história do music hall".

## Participações especiais
As apresentações vocais de um espetáculo de music hall eram frequentemente acompanhadas de participações especiais, conhecidas como spesh (abreviação para speciality acts). Eram demonstrações que, ao longo do tempo, incluíram trapezistas, mágicos, ilusionistas, dançarinos, ventríloquos, engolidores de espadas, lutadores, desafios de força e animais estranhos, entre outras curiosidades. Os pai de Charles Chaplin também atuaram no music hall.